# JP Énergie Environnement
JP Énergie Environnement, abrégé généralement en JPEE, est une entreprise française créée en 2004 et active dans le développement de parcs solaires et éoliens.

## Histoire

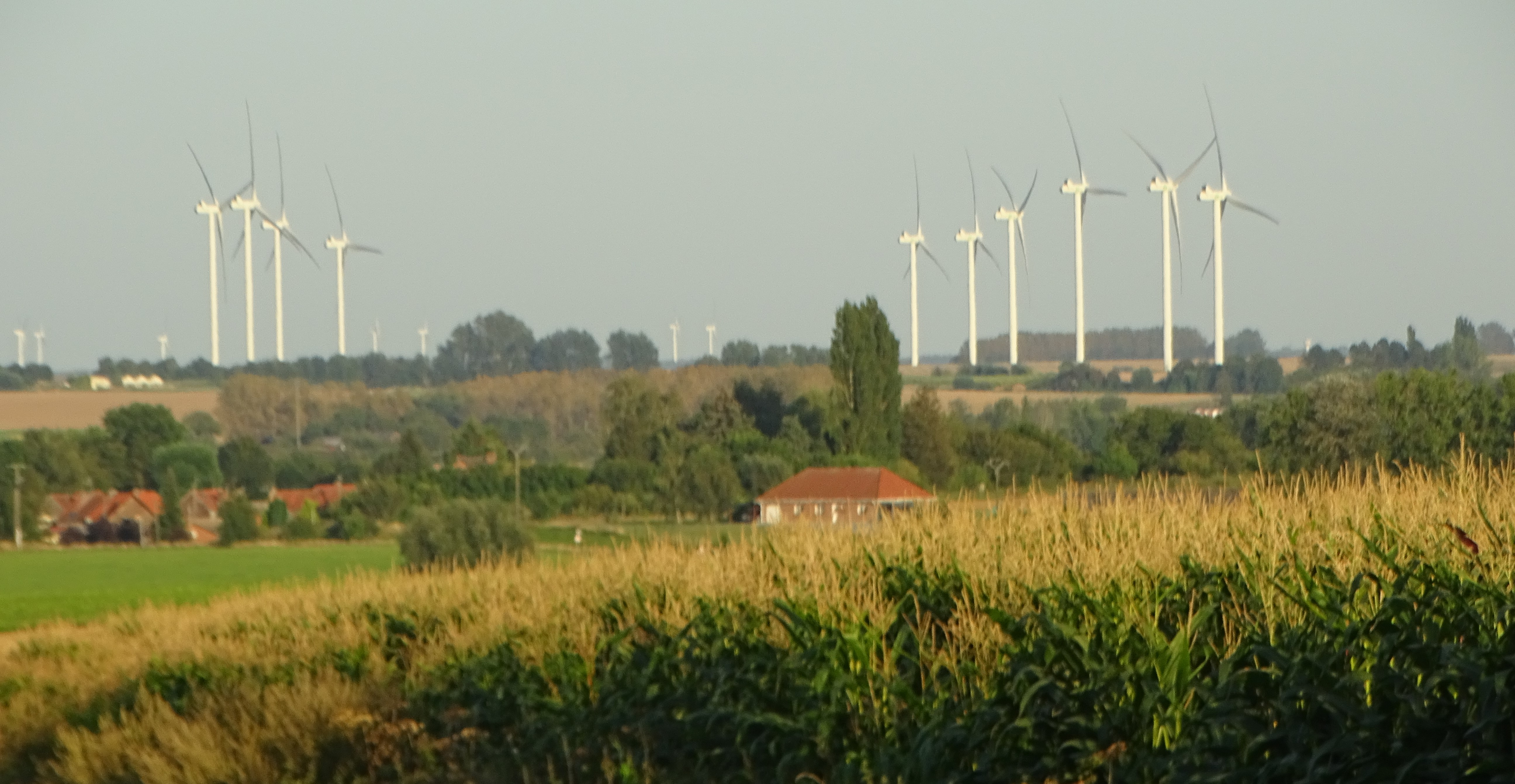
Les parcs éoliens du Chemin de Valenciennes (à gauche) et de la Chaussée Brunehaut (à droite) vus depuis Haspres.

La société JP Énergie Environnement est créée en 2004, elle acquiert quatre parcs éoliens dans la Beauce. 
JPEE met en service le parc éolien du Moulin d'Émanville (dix-sept éoliennes, cinquante-et-un mégawatts) en 2014.
La centrale solaire photovoltaïque de Labarde (soixante mégawatts) est mise en service en 2021.
Elle met en service le parc éolien de la Chaussée Brunehaut à Haussy dans le Nord en 2016, puis le parc éolien du Chemin de Valenciennes, dans la même commune en 2023.
La Banque des Territoires, qui était déjà actionnaires à 49 % des projets en exploitation depuis 2019, devient en 2023 actionnaire à 34 % de JPEE. L'entreprise produit 790 637 MW en 2023 et a un chiffre d'affaires de soixante-dix-sept millions d'euros.
En 2024, vingt ans après l'établissement de l'entreprise, 488 MW sont en exploitation, dont 240 via soixante-cinq centrales solaires et 249 via quatre-vingt-quatorze éoliennes. Cent-cinquante-cinq salariés sont présents dans l'effectif au 1er janvier 2024.

## Direction
| Identité            | Période | Période  | Durée  |
| Identité            | Début   | Fin      | Durée  |
| ------------------- | ------- | -------- | ------ |
| Jean-Louis Nass (d) | 2004    | 2009     | 5 ans  |
| Xavier Nass (d)     | 2009    | En cours | 16 ans |